# Календар
Календа́р (від лат. calendarium — боргова книжка) — термін, що може використовуватися в залежності від контексту, в різних значеннях:
- система відліку днів і довших відрізків часу, що базується на 2 періодичних астрономічних явищах: циклі зміни пір року, пов'язаних із обертанням Землі навколо Сонця і зміні фаз Місяця.
- список днів усього року з поділом на тижні та місяці й позначенням свят.
- періодичне довідкове видання з послідовним переліком днів, тижнів, місяців даного року, а також іншими відомостями різного характеру.

Слово календар походить від лат. calendae, цим словом римляни називали перші і останні числа місяця. Відповідно, боргові списки зі строками сплати боргів називались лат. calendarium.
Календар — ритм, що являє собою вираження внутрішніх особливостей, якими одна культура відрізняється від іншої. Природно, що ставлення до часу всередині окремо взятої культури позначається насамперед на календарі. Однак календар є не тільки ритмом часу, але й ритмічною пам'яттю людства. Найдавніші з календарів, такі як сонячний календар Стародавнього Єгипту або сонячно-місячний календар Вавилону з їх періодично повторюваними циклами релігійних свят, завжди переслідували мету — бути надійними хранителями пам'яті про те, що лежало в першооснові кожної з культур.

## Єгипетський календар
У долині Нілу був створений календар, що проіснував разом з єгипетською цивілізацією близько 4-х тисячоліть. Походження цього календаря пов'язане із Сіріусом — яскравою зіркою тропічного небосхилу, оспіваною багатьма поетами. Сонячний календар стародавніх єгиптян лежить в основі літочислення всього Старого Світу, аж досі.
Проміжок часу між двома геліакічними сходженнями Сіріуса (Сотіс), що збігалися в Стародавньому Єгипті з літнім сонцестоянням та передували розливу Нілу, становить 365,25 доби. Однак у довжину свого року єгиптянами було покладено ціле число днів — 365. Таким чином, за кожні 4 роки сезонні явища випереджали календар на 1 добу. За відсутності високосних років, Новий рік проходив за 1460 (365 × 4) років усіма сезонами й повертався на початкове число. Період у 1460 років називався сотічним періодом, циклом, або Великим роком Сотіса.

## Вавилонський календар
Усі засвідчені стародавні близькосхідні календарі є місячними. Втрачені календарі та ті, що передавалися лише усно, ймовірно, також були такими. І такими насправді були, або є, більшість календарів світу. 
Жодних трактатів про календар з Близького Сходу не збереглося, і, ймовірно, жодного ніколи не існувало. Винятком є календар з астрономічних текстів з Вавилона приблизно від 700 р. до н. е. Цей календар, ймовірно, був набагато складнішим, ніж будь-який інший стародавній близькосхідний календар, який коли-небудь існував. Але невідомо, наскільки широко він використовувався, якщо взагалі використовувався, за межами храмів у Вавилоні, де астрономи з часом удосконалювали його, починаючи з VIII ст. до н.е. У певний момент були винайдені правила прогнозування тривалості місяця. Проте календар був досить точним.
Збереглося безліч місячних дат. Але вони нічого не розповідають про структуру календаря. З іншого боку, вони надають свідчення про те, як називалися місяці та як назви місяців мігрували з одного міста до іншого.
Арамейські папіруси з Єгипту містять подвійні дати, в яких вавилонська дата ототожнюється з єгипетською.

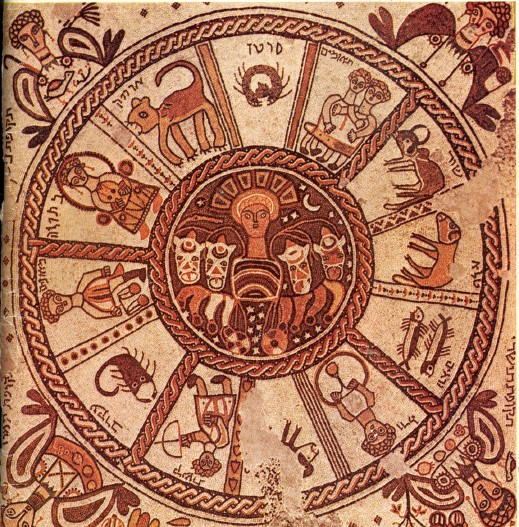
Мозаїка єврейського календаря із зодіаком та елліністичними мотивами в синагозі Бейт Альфа, VI століття, Північний Ізраїль.

## Юдейський календар
Юдейський календар — водночас релігійний і офіційний світський календар Ізраїлю. Являє собою комбінований сонячно-місячний календар. Роки обчислюються з початку створення Всесвіту, яке, згідно з юдаїзмом, відбулося в 3761 році до н. е. — перший рік світу (Anno Mundi). Наприклад, 2010 рік за григоріанським календарем відповідає юдейському 5771 року. Ізраїльський народ вів відлік часу за місяцем, і кожний молодий місяць був початком нового календарного місяця. Тому тривалість одних місяців була 29 днів, інших — 30 днів. Через те, що рік за місяцем відставав від року за сонцем на 11 днів, євреї через кожні 3 роки на 4-й після 12-го місяця Адара додавали 13-й (у 29 днів) і називали його Ве-адар, Адар-II або Адар-додатковий.
В юдаїзмі календар відіграє вкрай важливу роль, визначаючи часові границі постів і свят. Кожний ритуальний період розраховується аж до хвилини. Порушення цих границь веде до опоганення законів Тори, покаранням за недотримання яких у часи існування Єрусалимського Храму була смерть.

## Китайський календар
Східний (китайський) календар, який діє вже кілька тисяч років у В'єтнамі, Камбоджі, Китаї, Кореї, Монголії, Японії та в деяких інших країнах Азії, був складений в середині третього тисячоліття до нашої ери. Цей календар являє собою 60-річну циклічну систему, що утворилася в результаті об'єднання:
- дванадцятирічного циклу («земні гілки»), за кожним роком якого було закріплено назву тварини, і
- десятирічного циклу «стихій» («небесні гілки») — дерево, вогонь, земля, метал, вода.

Кожна з яких відповідала двом циклічним знакам «їнь і ян», які уособлюють чоловічий і жіночий початок (тому в китайському календарі йдуть підряд роки, що відповідають різним тваринам, але одній стихії).
Китайський календар не рахує роки в нескінченній послідовності. Роки мають імена, які повторюються кожні 60 років. Історично, роки відраховуються з початку вступу імператора на престол. Ця традиція була скасована після революції 1911 року. Згідно з китайською традицією, перший рік правління напівміфічного Жовтого імператора Хуан-ді припав на 2698 рік до н. е. Альтернативна система заснована на тому, що перший історичний запис про початок 60-річного циклу був зроблений 8 березня 2637 до н. е.. Ця дата вважається датою винаходу календаря, і всі цикли відлічуються від цієї дати.

## Японський календар

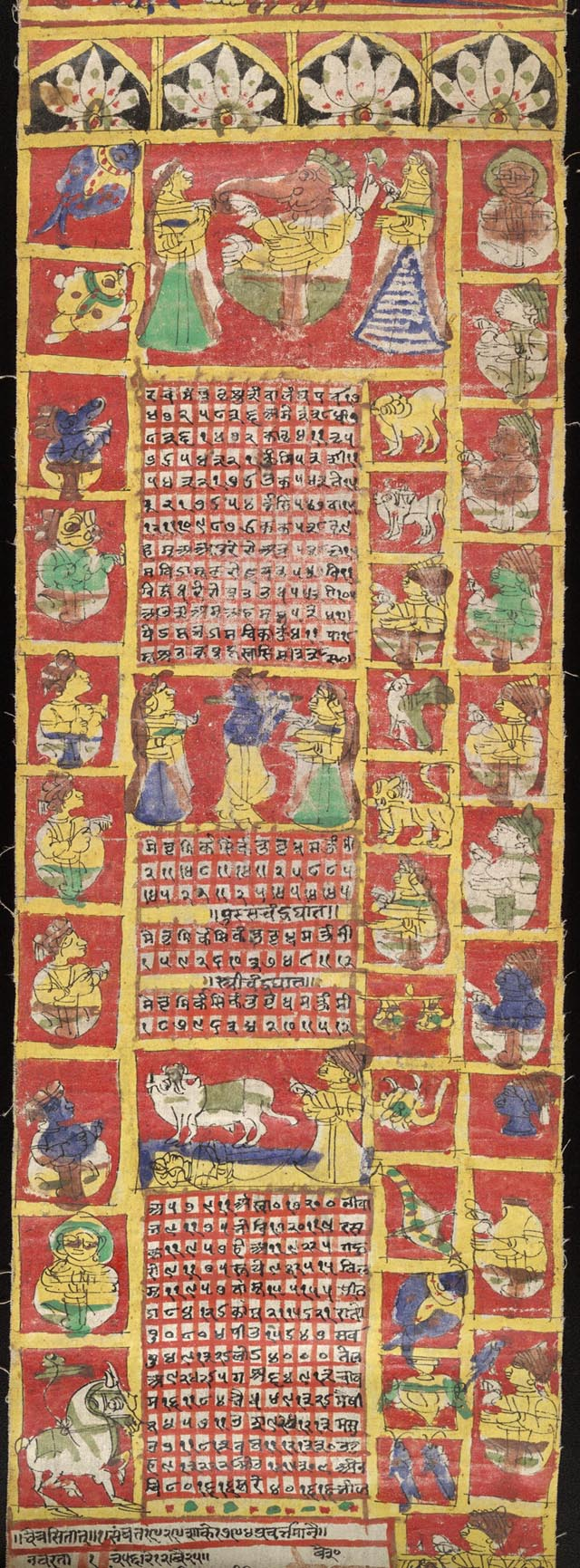
Фабричний індуїстський календар 1871–1872 років, Раджастан, Індія.

Японське літочислення — китайський винахід. Кожен імператор Японії, сходячи на престол, стверджував девіз, під яким буде проходити його правління. У стародавні часи імператор іноді міняв девіз, якщо початок правління був невдалим. Початок дії девізу вважався першим роком нового правління, починалася нова епоха. Усі девізи унікальні, тому їх можна використовувати як універсальну шкалу літочислення.

За часів Реставрації Мейдзі (1868 року) була введена єдина система японського літочислення, що бере свій початок з 660 року до н. е. — легендарної дати заснування імператором Дзімму японської держави. Активно ця система використовувалася тільки до кінця Другої світової війни.

## Індуїстський календар
Тривала ізоляція індійських князівств один від одного призвела до того, що майже в кожному з них була своя місцева календарна система. До недавнього часу в країні застосовувалося декілька офіційних цивільних календарів і близько тридцяти місцевих, що служили для визначення часу різних релігійних свят і обрядів. Серед них можна зустріти сонячні, місячні і місячно-сонячні.
Найпопулярнішим в Індії є самватський календар (Вікрам Самват), в якому тривалість сонячного року до певної міри пов'язана з тривалістю місячних місяців. Джавахарлал Неру у своїй книзі «Відкриття Індії», написаній в 1944 році, вказує на велику поширеність самватського календаря. У квітні 1957 року по всій Індії широко відзначалися урочистості, присвячені 2000-річчю з часу введення ери Вікрам самват. Літочислення за ерою Вікрам самват починається з 57 року до н. е.
У південній частині країни велике поширення має цивільний календар Сака, в якому початок років йде від 15 березня 78 року. Новий рік за ним відзначають близько 12 квітня з розбіжністю в два-три дні.
У Індії довгий час застосовувалися й інші ери:
- ера Калі-юги, яка веде свій початок з 18 лютого 3102 до н. е.
- ера Нірвана, яка веде свій рахунок з 543 року до н. е. — дати смерті будди Сак'я-Муні
- ера Фазлі — одна з останніх історичних ер в Індії, що була введена падишахом Акбаром (1542–1606) 10 вересня 1550 року, але нею користувалися лише в офіційних документах.

Широке поширення має і григоріанський календар, який в Індії стали застосовувати з 1757 року. У наш час[коли?] майже усі видання датуються григоріанським календарем, але часто зустрічається подвійна датування також і за місцевим календарем.

Заплутаність календарних систем виявилася такою значною, що уряд Індії вимушений був провести реформу і ввести Єдиний національний календар. Для цієї мети в листопаді 1952 року під головуванням професора Мегхнада Саха був створений спеціальний комітет з реформи календаря. За рішенням уряду він був прийнятий в Індії з 22 березня 1957 для цивільних і громадських цілей. Для виконання релігійних обрядів немає заборони користуватися місцевими календарями.

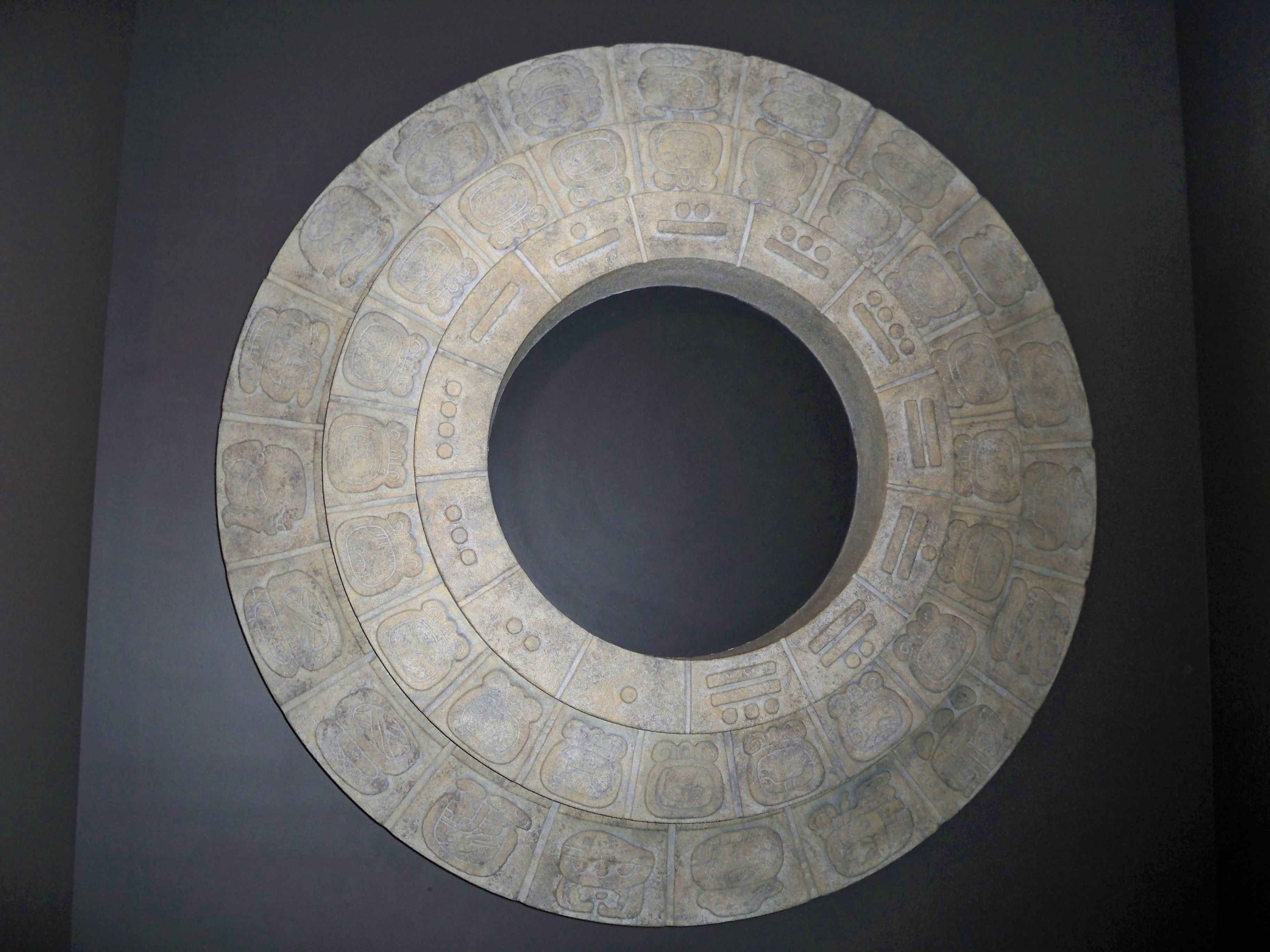
Календар мая.

## Календар мая
Календар мая бере початок з міфічної дати — 13 серпня 3113 року до нашої ери. Від неї індіанці-мая відлічували минулі роки і дні. Початкова точка грає у мая ту ж роль, що в європейському літочисленні дата Різдва Христового. Імовірно цей день, у пам'яті народу мая, був ознаменований катаклізмом типу всесвітнього потопу.
У календарі мая час розділено на цикли або «Сонця». Всього їх шість. Кожний цикл, стверджували жерці мая, закінчується нібито повним руйнуванням земної цивілізації. Минулі чотири «Сонця» повністю знищили чотири людські раси, і лише деякі люди вижили і повідали про те, що сталося.
- «Перше Сонце» тривало 4008 років і завершилося землетрусами.
- «Друге Сонце» тривало 4010 років і закінчилося ураганами.
- «Третє Сонце» налічувало 4081 — земля була знищена «вогняними дощами», що пролилася з кратерів величезних вулканів.
- «Четверте Сонце» увінчалося повенями.
- «П'яте Сонце», закінчилось 21 грудня 2012 року.
- Шостий цикл в календарі порожній, бо майбутнє жерцям було невідоме.

## Ісламський календар
Омар I (581–644), другий з «праведних» халіфів Арабського халіфату, ввів мусульманський календар. До цього у арабських племен літочислення велося від «Ери слонів» — 570 року, пов'язаного з нашестям ефіопської армії на Мекку. Початок сучасного ісламського літочислення ведеться від п'ятниці 16 червня 622 року, коли Мухаммед (570–632) переселився з Мекки до Медини. Тому в мусульманських країнах календар називають календарем Хіджри (араб. التقويم الهجري, ат-таквіму-ль-Хіджрі).
Мусульманський рік на 10 або 11 днів коротший року за григоріанським календарем. 2008 григоріанський рік починався майже одночасно з 1429 мусульманським роком, а 20 840-й рік стане спільним для обох календарних систем.

## Давньогрецький календар
Давньогрецькі календарі були місячно-сонячними з примітивними і нерегулярними правилами інтеркаляції. Приблизно з 500 року до н. е. набули поширення октатерії (грец. octaeteris) — 8-річні цикли, в яких п'ять звичайних років за 12 місяцями поєднувалися з трьома роками по 13 місяців. Пізніше ці правила були запозичені римським календарем. Октатерії в Греції продовжували використовуватися навіть після реформи Юлія Цезаря. Початок року припадав на середину літа.
У другій половині III століття до н. е. давньогрецьким істориком Тімеєм і математиком Ератосфеном було введено літочислення від перших Олімпійських ігор. Ігри проводилися один раз на чотири роки в дні, близькі до літнього сонцестояння. Починалися вони на 11-й і закінчувалися на 16-й день після молодика. Відлік років вівся за порядковим номером ігор та номером року в чотириріччі. Перші Олімпійські ігри відкрилися 1 липня 776 року до н. е. за юліанським календарем. У 394 році імператором Феодосієм I олімпійські ігри були заборонені. Римляни називали їх «otium graecum» (грецьким неробством). Однак літочислення за олімпіадами ще деякий час зберігалося.
Найвідомішими були афінський, або аттичний календар, та македонський календар. Перший із них широко використовували грецькі астрономи, другий став популярним після завоювання Александра Македонського.

## Юліанський календар
Перша спроба реформувати давньоєгипетський календар була зроблена ще задовго до Юлія Цезаря Птолемеєм III Евергетом, який у своєму відомому «Канопському декреті» (238 року до н. е.) вперше ввів поняття високосного року, вирівнюючи тим самим помилку в 1 добу, що набігає за 4 роки. Таким чином, кожен четвертий рік став дорівнювати 366 добам. Реформа ця не мала успіху, занадто сильними були древні традиції. Тільки в епоху Римського панування Великий рік Сотіса перестав існувати як реальна календарно-астрономічна міра. Гай Юлій Цезар з допомогою відомого александрійського астронома Созігена замінив римський календар реформованим єгипетським календарем «Канопського декрету». У 46 році до н. е. Рим з усіма володіннями перейшов на новий календарний відлік, який отримав з тих пір назву юліанського літочислення. Саме цей календар ввійшов в основу історії християнської культури.
Юліанський календар виявився недостатньо точним і давав помилку на 1 день за 128 років.
Вже в перші століття становлення християнства робилися спроби перекинути хронологічний міст між сучасністю і священними подіями, описаними в Біблії. У результаті проведених підрахунків виникло близько 200 різних варіантів ери «від створення світу», чи «від Адама», в яких період часу від створення світу до Різдва Христового нараховував від 3483 до 6984 років. Найбільшого поширення набули три так звані світові ери:
- александрійська (вихідна точка — 5501 рік, фактично 5493 рік до н. е.),
- антіохійська (5969 рік до н. е.);
- візантійська.

У VI столітті у Візантії почала використовуватися світова ера з початком від 1 березня 5508 року до н. е. Відлік часу в ній вівся від Адама, який, виходячи з біблійних писань, був створений у п'ятницю 1 березня 1 року даної ери. Виходячи з того, що це відбулося в середині шостого дня творіння, за аналогією було прийнято вважати, що Ісус народився в середині шостого тисячоліття, бо у 1582 році весняне рівнодення за юліанським календарем змістилося назад на (1582—325) / 128 = 10 днів. Через важливість цього свята для християнського світу католицька церква була переконана в необхідності календарної реформи, яка пройшла у 1582 році за Папи Григорія XIII. Усім християнам Папа велів вважати 5 жовтня 1582 року 15 жовтня. Календар став іменуватися григоріанським.
|  | в Господа один день, як тисяча років, і тисяча років, як один день (2 Петро. 3, 8). |

Деякі православні церкви й досі відзначають свої свята за юліанським календарем, і з 1900 року юліанське 25 грудня Різдво Христове відповідає григоріанському 7 січню. У 2100 році, якщо шість з п'ятнадцяти автокефальних церков не перейдуть на новоюліанський чи григоріанський календарі, різниця зросте до 14 днів і Різдво почнуть святкувати 8 січня.

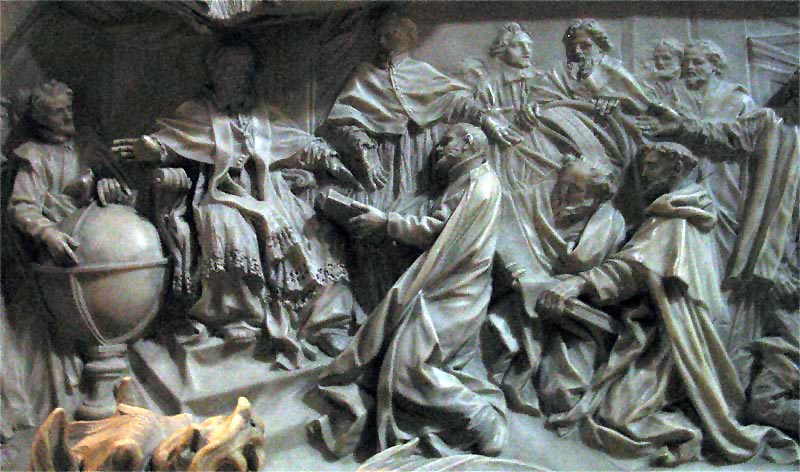
Барельєф про запровадження григоріанського календаря на могилі Григорія XIII у базиліці Святого Петра, Рим.

## Григоріанський календар

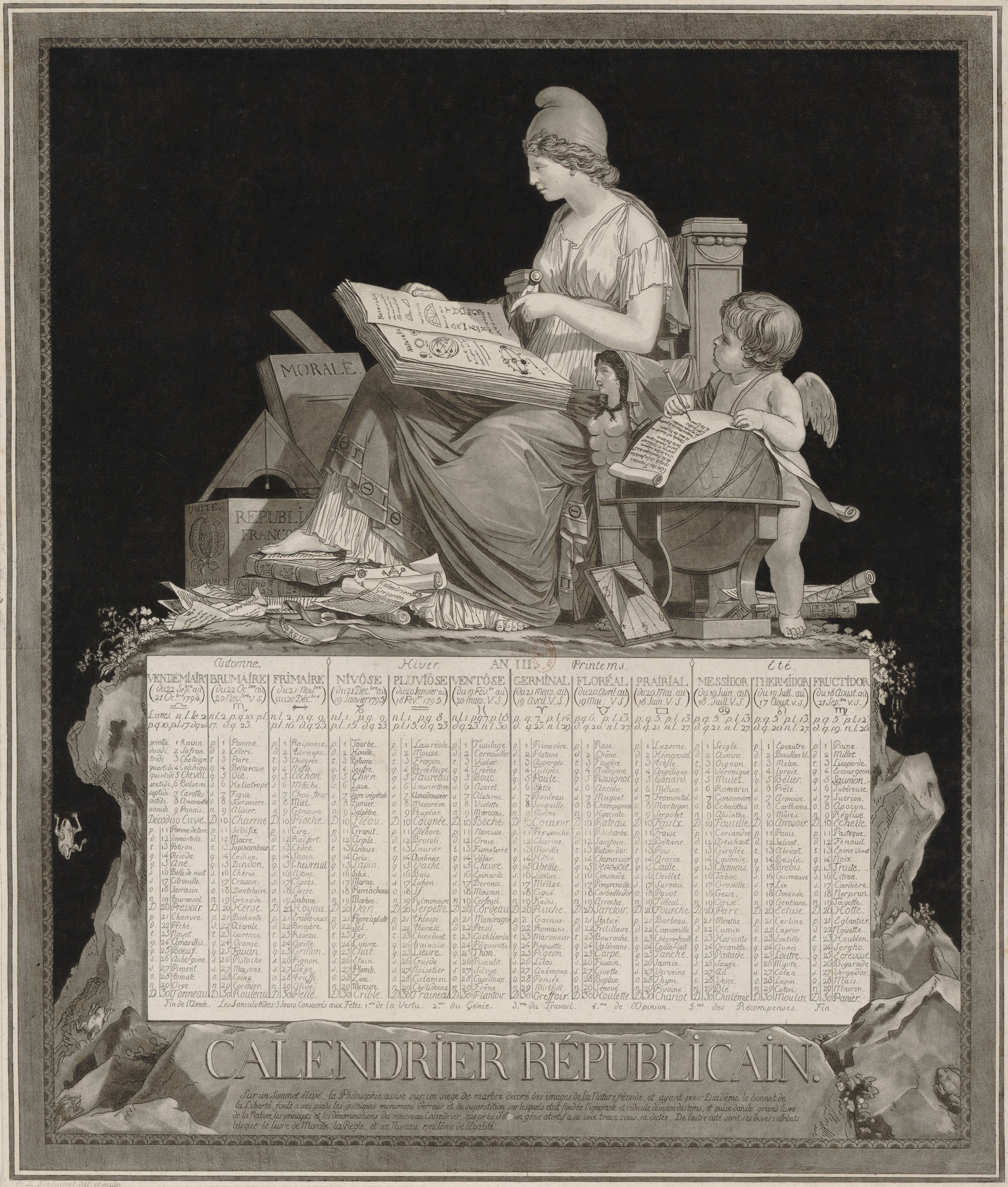
Французький республіканський календар на 1794 рік.

У григоріанському календарі початком відліку вважається рік народження Ісуса Христа (свого часу його неправильно визначили), дати обчислюються назад (до нової ери) і вперед (нової ери). Період між повнями Місяця у природі дорівнює 29,5 добам, але західний календар використовує місяць у 30 днів або у 31 день (лише в лютому 28), загалом — 365 днів. Оскільки рік триває приблизно на 6 годин більше, то раз на чотири роки до лютого додається один додатковий день (високосний рік).

На григоріанський календар Російська імперія перейшла лише в 1918 році — майже на 350 років пізніше за Європу. Була введена поправка в 13 діб: після 31 січня 1918 відразу настало 14 лютого.

## Французький революційний календар
Календар Французької революції (або республіканський) був введений у Франції 24 листопада 1793 року і скасований 1 січня 1806 року. Потім використовувався короткий час під час Паризької комуни в 1871 році. Відлік років за цим календарем починався з встановлення першої Французької республіки 22 вересня 1792 року. Цей день став 1 вандем'єра 1-го року Республіки (хоча календар був введений тільки наступного року).
Кожен рік поділявся на дванадцять місяців по 30 днів. Місяць складався з трьох декад по десять днів, останній день декади — вихідний для державних службовців. Наприкінці року залишалися ще п'ять, або у високосному році шість днів, що не входили до жодного місяця. Ці дні мали особливі назви та вважалися святковими.

## Новоюліанський календар
Модифікація юліанського календаря, заснована на циклічному обертанні Землі навколо Сонця. Після введення григоріанського календаря в Українській народній республіці 1918 року, юліанський календар залишився тільки в Румунському королівстві, Королівстві Сербів, Хорватів і Словенців та Грецькому королівстві в яких панівна Православна церква продовжувала чинити опір введенню нового календаря. У травні 1923 року у Вселенському патріархаті відбувся собор православних східних церков, скликаний патріархом Мелетієм IV. На ньому було обговорено календарне питання і прийнято рішення про реформу. Щоб не приймати григоріанський календар, який «походить від католицького Папи», було вирішено запровадити календар, розроблений сербським астрономом, професором математики і небесної механіки Белградського університету Мілутіном Міланковичем.
Як і григоріанський, новоюліанський календар побудований на основі юліанського календаря. У деякі роки, що за юліанським календарем мають бути високосними, 366-й день (29 лютого) не додається («пропускається»). У новоюліанському календарі «пропускається» 7 діб на 900 років, тоді як у григоріанському — 3 доби на 400 років. У період від 1 березня 1600 року до 28 лютого 2800 року новоюліанський календар повністю збігається з григоріанським.
Зараз новоюліанський календар використовують дев'ять з п'ятнацдяти автокефальних православних церков, зокрема Константинопольська, Александрійська, Антіохійська, Румунська, Болгарська, Кіпрська, Грецька, Албанська та Православна церква Чеських земель і Словаччини.

## Календар Русі
До прийняття християнства рахунок часу вели за чотирма порами року. Рік починався з весни, найважливішим сезоном, ймовірно, вважалося літо. Тому до нас дійшло слово «літо» як синонім року, наприклад «літочислення». Стародавні слов'яни користувалися також біло-сонячним календарем, у якому впродовж кожних 19 років було сім додаткових місяців. Семиденний тиждень називали «седмицею».
Наприкінці X століття Русь підпадає під вплив християнства. З цією подією пов'язане й впровадження юліанського календаря. Проте на Русі за традицією початком року продовжували вважати весну, і рік починали 1 березня, а не 1 вересня як у Константинополі. Літочислення вели «від створення світу», прийнявши візантійський варіант цієї дати — 5508 рік до н. е.
У 7000-му році (1492-му за юліанським), зважаючи на захопленням турками в 1453 році Константинополя, столиці східного християнства, у світі поширювалися забобонні чутки про кінець Світу.
Від XIV століття, на руських землях (території сучасної України) під владою Польщі, використовували й прийняте в католицьких країнах літочислення від Різдва Христового, а після папської реформи календаря в 1582-му й у Великому князівстві Литовському всі документи почали датувати від початку нової ери.
Константинопольська ера досі прийнята в деяких православних церквах, і 1 вересня (у церквах, що використовують юліанський календар, — 14 вересня) відзначається церковне новоліття.
Для переведення дати Нашої ери в дату Візантійської ери необхідно з вересня по грудень додавати 5509 років, а з січня по серпень — 5508 років. 14 вересня н. ст. 2014 настав новий 7523 р.

## Календар Московії та Російської імперії

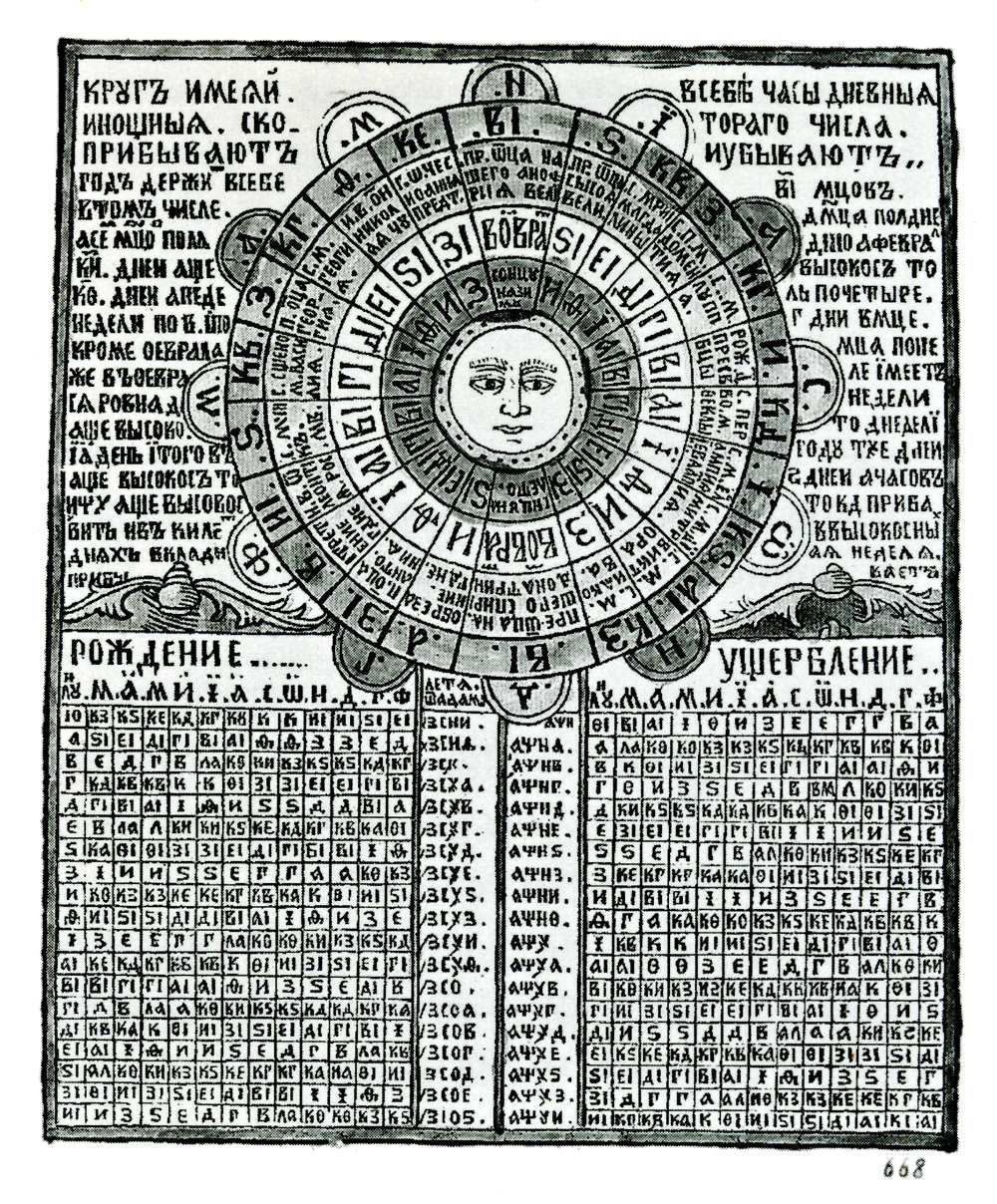
Московський лубковий календар, XVII століття.

Московське князівство перейняло літочислення Русі. У 1492 році (7001 рік від створення світу) Московським церковним собором початок року на Московщині було перенесено на 1 вересня.
Згідно з указом московського царя Петра I від 20 грудня 7208 року від створення світу Московське царство (й українські землі в її складі) перейшло на юліанське літочислення:
|  | Нині від Різдва Христового доходить 1699, а з майбутнього січня з 1 числа стане новий 1700 рік сукупно й нове століття. Відтепер роки рахувати не з 1 вересня, а з 1 січня й не від створення світу, а від Різдва Христового. |

Рік 7208 від «створення світу» виявився найкоротший і тривав лише чотири місяці. У 1702 році в Амстердамі був надрукований перший російський друкований календар із відліком року з 1 січня та рахунком років від Різдва Христового.
Петро докладно розписав також, як прикрашати оселю та святкувати свято:
|  | Через те, що в Росії рахують Новий рік по-різному, із цього числа перестати дурити голови людям і вважати Новий рік повсюдно з першого січня. А на знак доброго починання й веселощів привітати один одного з Новим роком, бажаючи в справах благополуччя й у родині благоденства. На честь Нового року влаштовувати прикраси з ялин, дітей забавляти, на санках катати з гір. А дорослим людям пияцтва та мордобою не чинити — на те інших днів вистачає. |